# Terra de cowboys
Terra de cowboys (títol original: The Hi-Lo Country) és una pel·lícula britànica dirigida per Stephen Frears, estrenada el 1998.

## Argument
Immediatament després de la Segona Guerra Mundial, el jove Pete Calder i Big Boy Matson tornen a la seva ciutat d'origen a Nou Mèxic, que mentrestant ha canviat molt. Jim Ed Love, adoptant mètodes industrials, ara es dedica al mercat de bestiar local i dona feina a una gran part de la població activa, incloent Little Boy, el germà de Big Boy. Els dos amics, en nom dels bons temps i un ideal romàntic de la vida del vaquer, lluiten contra aquest poder aclaparador i s'alien amb el vell ranxer Hoover jove.
Pete, de sempre promès amb la bella Josepha, s'enamora de Mona, la dona llibertina de Gómez, el braç dret de l'odiadíssim cap que ha mort d'un atac de cor després d'una derrota memorable jugant al pòquer amb Big Boy.
Quan Big Boy s'enamora perdudament de Mona, Pete s'aparta. Comença, però, un període de tensió entre Gómez i Big Boy destinat fatalment a explotar violentament quan els dos amants decideixen manifestar-se en públic. Amb l'ajuda de Pete, Big Boy s'allunya de la ciutat per experimentar una espècie d'escapada romàntica amb Mona. Josepha veu en aquesta dona una font de problemes per saber més enllà de tot pel que el seu xicot encara se sent atret.

## Repartiment
- Billy Crudup: Pete Calder
- Woody Harrelson: Big Boy Matson
- Cole Hauser: Little Boy Matson
- Enrique Castillo: Levi Gomez
- Darren E. Burrows: Billy Harte
- Jacob Vargas: Delfino Mondragon
- Robert Knott: Jack Couffer
- Sam Elliott: Jim Ed Love
- Sandy Baron: acòlit
- Patricia Arquette: Mona Birk
- John Diehl: Les Birk
- Craig Carter: Art Logan
- Penélope Cruz: Josepha O'Neil
- Walter C. Hall: Auctioneer
- James Gammon: Hoover Young